# Sportclub Enschede
Maillots
Le Sportclub Enschede, plus couramment abrégé en SC Enschede, est un club néerlandais de football fondé le 1er juin 1910 et basé dans la ville d'Enschede. 
Le club fusionne en 1965 avec ses grands rivaux des Enschedese Boys (nl) pour former le FC Twente.

## Histoire
Le club est issu le 1er juin 1910 de la fusion de Hercules, club fondé en 1898, avec Phenix, club fondé en 1903.
Il est promu pour la première fois en 1e Klasse en 1916.
Le SC Enschede est champion des Pays-Bas en 1926.
Le club remporte la Zilveren Bal en 1943.
Au début des années 1960, le club participe deux fois à la Coupe Rappan.
Resté dans l'élite du football néerlandais sans discontinuer depuis 1916, il fusionne en 1965 avec les Enschedese Boys (nl), son rival historique. Les deux clubs continuent alors leur existence dans les divisions amateures.